# Åsa Lundström
Åsa Lundström, född 2 augusti 1984 i Falun, är en svensk triathlet och läkare.
Lundström tävlar för IK Hakarpspojkarna. Hon har deltagit i inofficiella VM på långdistans, Ironman Kona, på Hawaii 5 gånger (2014-2018). Hennes bästa placering är 8:a 2016 med tiden 9:22:59. Hon har även vunnit två Ironmantävlingar, Ironman Kalmar 2012 och Ironman Lake Tahoe 2013. I maj 2019 placerade hon sig på 7:e plats på ITU VM i långdistans.
Utanför triathlon är hon en läkare utbildad i Danmark vid Syddansk Universitet och jobbar sedan maj 2019 som läkare vid Länsjukhuset Ryhov. 
Hon är även utbildad fitnessintruktör för gruppträningskonceptet LesMills sedan 2005.

## Meriter
- 2010 4:a på SM över långdistans.
- 2011 1:a på danska mästerskapen över långdistans.
- 2012 1:a Ironman Kalmar, Sweden, 3:a Challenge Aarhus 70.3, 1:a Säter Sprint Triathlon
- 2013 1:a Ironman Lake Tahoe, 2:a Ironman Austria, 5:a Ironman Arizona, 1:a Danska Mästerskapen (Sprint), 1:a Bilbao Triathlon
- 2014 17:e Ironman World Championships (11 oktober), 5:a Ironman Asia Pacific Melbourne (23 mars), 3:a Ironman Cairns (8 juni), 7:a Half Challenge Fuerteventura (12 april)
- 2015 4:a Ironman Asia Pacific Melbourne (22 mars), 6:a Half Challenge Fuerteventura (25 april), 4:a Ironman 70.3 Haugesund, Norway (5 juli), 1:a Kalmar Mini Triathlon (12 augusti), 1:a Tjörn Triathlon 70.3 (29 augusti), 11:a Ironman World Championships (10 oktober)
- 2016 4:a Ironman African Championship, South Africa (10 april), 1:a Bilbao Triathlon, half distance (28 maj), 1:a Swedish half distance Championship (2 juli), 2:a Ironman 70.3 Jönköping (10 juli), 1:a Kalmar Mini Sprint (17 augusti), 1:a Tjörn Triathlon, middle distance (28 augusti), 8:a Ironman World Championship (8 oktober), 5:a Ironman Western Australia (4 december)
- 2017 4:a Ironman 70.3 Pays d'Aix, France (14 maj), 1:a Swedish 70.3 Championships, Vansbro (1 juli), 1:a Swedish sprint relay Borås (5 juli), 1:a Super sprint, Kalmar (16 augusti), 1:a Tjörn Triathlon, 70.3 (26 augusti), 17:e Ironman World Championships (magproblem) (14 oktober), 5:a Ironman Argentina (3 december)
- 2018 8:a Ironman 70.3 Dubai, 19:e Ironman World Championships

### Övriga meriter
SM
- Svensk mästare över långdistans 2011.
- Svensk mästare över långdistans 2012.
- Svensk mästare över halvdistans 2016.
- Svensk mästare över halvdistans 2017.
- Svensk mästare över halvdistans 2018.

Övrigt
- Cykel: SM-brons i tempo 2016
- Cykel: SM-silver i tempo 2017